# Francesco Zucchi (peintre)
Pour les articles homonymes, voir Francesco Zucchi et Zucchi.
Francesco Zucchi ou Zucco (né vers le milieu du XVIe siècle à Florence et mort en 1620) est un  peintre et un mosaïste italien de la fin du XVIe et du début du XVIIe siècle.

## Biographie

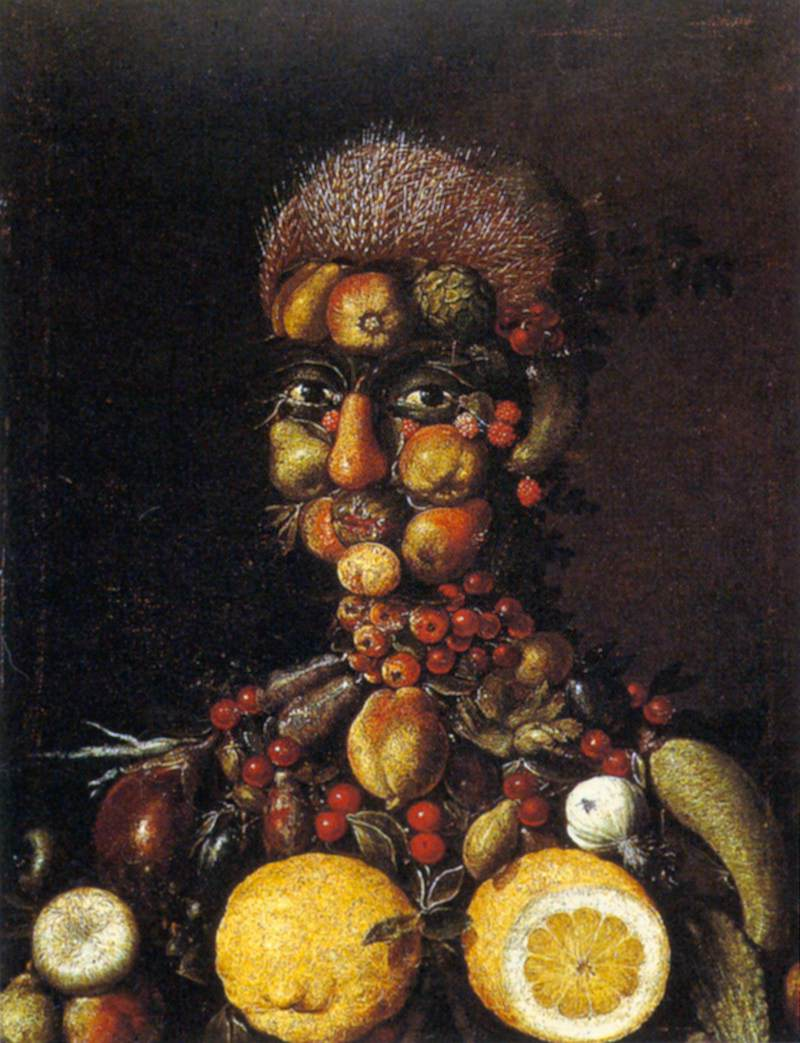
Tête composite, vers 1610.

Frère de Jacopo Zucchi, dont il fut l'élève, Francesco Zucchi travailla d'abord sous sa direction.
Il réussissait assez bien à peindre les fleurs et les fruits, mais il ne sut jamais s'élever à de grandes compositions. On lui attribue un certain nombre de têtes composées qui prolongent la tradition inaugurée par Arcimboldo.
Après la mort de son frère, il abandonna la peinture pour s'appliquer à la mosaïque, genre dans lequel il s'est rendu célèbre. C'est à lui qu'on doit les belles mosaïques de la coupole de Saint-Pierre de Rome, qu'il exécuta sur les dessins de Joseph Cesari d'Arpino, plus connu sous le nom de « Joseppin ». Zucchi mourut 
vers 1620.